# Gheorghe Moraru
Gheorghe Moraru (n.  1905 d. 1987) a fost un preot din satul Cuciulata.

## Biografie
Și-a făcut studiile la Liceul „Andrei Șaguna” din Brașov și la prestigiosul Liceu „Radu Negru” din Făgăraș. Cu mari greutăți financiare, a urmat cursurile Academiei Teologice din Blaj.
La 16 noiembrie 1930 a fost hirotonit preot pe seama parohiei greco-catolice din satul natal, iar la 6 octombrie 1948 a trecut la ortodoxie, împreună cu credincioșii din Cuciulata și Comana de Jos. Din cauza antecedentelor politice interbelice, fusese președintele PNȚ Cuciulata, la 16 august 1952 a fost reținut și trimis în detenție administrativă la Canal.
La 10 august 1953 a fost eliberat, revenind la parohia sa.
În 1977 a ieșit la pensie, iar în august 1987 a trecut la cele veșnice.